# Welker White
Laura Welker White (1 september 1964) is een Amerikaanse actrice.

## Carrière
White begon in 1988 met acteren in de televisieserie American Playhouse. Hierna heeft zij nog meerdere rollen gespeeld in televisieseries en films zoals Dead Poets Society (1989), A Shock to the System (1990), Goodfellas (1990), Chasing Amy (1997) en Law & Order (2000-2001).
White is ook actief in het Theater, zij speelt voornamelijk op off-Broadway theaters maar zij speelde eenmaal op Broadway. In 1992 speelde zij in het toneelstuk Search and Destroy in de rol van Marie en Terry.
white is getrouwd met Damian Young.

## Filmografie

### Films
- 2022 Gigi & Nate - als Chloe Gaines
- 2022 Fortress: Sniper's Eye - als Carole
- 2022 Out and About - als Cathy
- 2021 Midnight in the Switchgrass - als ms. Georgia Kellogg
- 2020 The Forty-Year-Old Version - als Julie
- 2019 The Irishman - als Josephine 'Jo' Hoffa
- 2019 Bad Education - als Mary Ann
- 2018 Write When You Get Work - als Rachel Perlman Manfredi
- 2013 The Wolf of Wall Street - als serveerster
- 2011 Cedar Rapids – als Dione Krogstad
- 2010 Mornig Glory – als producente
- 2010 Eat Pray Love – als Andrea Sherwood
- 2009 A Dog Year – als Brenda King
- 2009 Loving Leah – als instructrice
- 2008 The Accidental Husband – als consulente
- 2007 I Think I Love My Wife – als Mary
- 2004 Winter Solstice – als geschiedenis lerares
- 2001 Julie Johnson – als Sally
- 1998 Bury the Evidence – als de agente
- 1998 No Looking Back – als Missy
- 1997 Dead Girl – als Caymeth
- 1997 Chasing Amy –als Jane
- 1994 Junior – als Jenny
- 1992 Afterburn – als Mary Sciales
- 1992 This Is My Life – als Lynn
- 1990 Goodfellas – als Lois Byrd
- 1990 A Shock to the System – als chauffeuse van hondenkennel
- 1989 Longtime Companion – als Rochelle
- 1989 Dead Poets Society – als Tina
- 1988 Fresh Horses – als Christy

### Televisieseries
Uitgezonderd eenmalige gastrollen.
- 2000–2001 Law & Order – als ms. Aaronson - 2 afl.